# Cala Murtra (Roses)
La cala Murtra és una platja verge del municipi de Roses (Alt Empordà) situada a la badia de Montjoi, al Parc Natural del Cap de Creus, a sis quilòmetres del centre urbà, entre dues cales similars: cala Lledó i cala Rostella, unides pel camí de ronda que arriba fins a Roses. Té forma de ferradura, amb una longitud de 100 metres i una amplada que no arriba als 10 metres, de sorra gruixuda i còdols. Hi està autoritzada la pràctica del nudisme. Des de l'any 2009 gaudeix del certificat ambiental europeu EMAS i de l'internacional ISO 14.001.